# Vihtasaari (ö i Mellersta Finland, Keuruu)
Vihtasaari är en ö i Finland. Den ligger i sjön Jukojärvi och i kommunen Keuru i den ekonomiska regionen  Keuru ekonomiska region  och landskapet Mellersta Finland, i den södra delen av landet, 240 km norr om huvudstaden Helsingfors. Öns area är 2,2 hektar och dess största längd är 250 meter i nord-sydlig riktning.